# Euclystis insana
Euclystis insana är en fjärilsart som beskrevs av Achille Guenée 1852. Euclystis insana ingår i släktet Euclystis och familjen nattflyn. Inga underarter finns listade i Catalogue of Life.